# 台28線
台28線（たいにじゅうはちせん）は、高雄市湖内区から同市六亀区に至る台湾省道であり、旗山から六亀を経て美濃までの区間を「旗六公路（きろっこうろ）」と称していた。

## 概要
- 全長：49.657Km
- 起点：高雄市湖内区（台17線及び台17甲線の交差地点）
- 終点：高雄市六亀区（台27線の交差地点）
- 経由地：

## 歴史
| 年 | 月日 | 事跡 |
| -- | ---- | ---- |

## 通過する自治体
- 高雄市
  - 湖内区 - 路竹区 - 阿蓮区 - 田寮区 - 旗山区 - 美濃区 - 六亀区

## 接続する道路
- 高速道路
- 路竹IC
- 田寮IC